# Stefania
"Stefania" er en folkemusisk hiphopsang fra 2022 med det ukrainske band Kalush Orchestra. Sangen er Ukraines bidrag til Eurovision Song Contest 2022 i Torino, Italien.

## Om sangen
"Stefania" er en hip hop-sang med stærke elementer af elektronisk pop og ukrainsk folkemusik. Den er skrevet af det ukrainske folk-hip-hop-band Kalush Orchestra og blev udgivet den 7. februar 2022. Teksten kombinerer også forskellige stilarter; omkvædene er bygget op i typisk østeuropæisk folketradition, med korte sætninger og lange vokaler. Versene har meget længere sætninger og udføres meget hurtigere end omkvædene, nærmest rappende.
Sangen er en ode til mødre, sangens jeg-person fortæller om gode minder om hendes mor, Stefanija. Jeg-personen lægger mærke til, hvor meget ældre moderen er blevet, og mindes nostalgisk tilbage til barndommen: ”Ingen blomstrer, men hun bliver grå. Syng en vuggevise for mig, mor. Jeg vil gerne høre dine ord«.